# 劉肇國
劉肇國，字阮仙，湖廣潜江縣人。明朝政治人物。同進士出身。

## 生平
崇禎十六年（1643年），登進士，改庶吉士。入清后历官内阁学士。有《茭湄诗集》。